# Vjačeslav Vasil'evič Tichonov
Vjačeslav Vasil'evič Tichonov in russo Вячеслав Васильевич Тихонов? (Pavlovskij Posad, 8 febbraio 1928 – Mosca, 4 dicembre 2009) è stato un attore russo, fino al 1991 sovietico.

## Filmografia parziale

### Cinema
- Andersen - Una vita senza amore (2006)
- Sočinenie ko dnju pobedy (1998)
- Notti di paura (1997) (con il nome Vjačeslav Tichonov)
- Milyj drug davno zabytych let... (1996)
- Avantyura (1995)
- Utomlënnye solncem (1994)
- Bul'varnyj roman (1994)
- Kodeks besčestija (1993)
- Nesravnennaja (1993)
- Provincial'nyj benefis (1993)
- Besy (1992)
- Prizraki zelënoj komnaty (1991)
- Ljubov s privilegijami (1989)
- Ubit' drakona (1988)
- Apelljacija (1987)
- Naezdniki (1987) (episodio "Teoretik")
- Zerkalo dlja geroja (1987)
- Približeniye k buduščemu (1986)
- Evropejskaja istorija (1984)
- Front v tylu vraga (1982)
- Odnoljuby (1982)
- Písen o stromu a ruzi (1979)
- Po ulicam komod vodili... (1978)
- Bim bianco dall'orecchio nero (1977)
- Front za liniej fronta (1977)
- ...I drugie oficial'nye lica (1976)
- Oni sražalis' za rodinu (1975)
- Povest' o čelovečeskom serdce (1975) (voce)
- Front bez flangov (1974)
- Pëtr Martynovič i gody bol'šhoj žizni (1974)
- Egor Bulyčov i drugie (1972)
- Čelovek s drugoj storony (1972)
- Karusel (1970)
- Semejnoe sčast'e (1970)
- Doživëm do ponedel'nika (1968)
- Vojna i mir IV: Pierre Bezuchov (1967)
- Vojna i mir III: 1812 god (1967)
- Put v 'Saturn' (1967)
- Vojna i mir (1967)
- Vojna i mir II: Nataša Rostova (1966)
- Vojna i mir I: Andrej Bolkonskij (1965)
- Optimističeskaja tragedija (1963)
- Na semi vetrach (1962)
- Le due vite (1961)
- Mičman Panin (1960)
- Majskie zvyëzdy (1959)
- Žažda (1959)
- Delo bylo v Pen'kove (1958)
- Č. P. - Črezvyčajnoe proisšestvie (1958)
- Ob ėtom zabyvat nel'zja (1954)
- Maksimka (1952)
- Taras Ševčenko (1951) (con il nome V. Tichonov)
- V mirnye dni (1950)
- La giovane guardia (1948)